# Earl Theus
Earl Theus (* 7. Oktober 1963) ist ein ehemaliger belizischer Radrennfahrer.
Er nahm an den Olympischen Sommerspielen 1988 in Seoul teil. Er fuhr im Straßenrennen und im Mannschaftszeitfahren. In beiden Wettbewerben konnte er nicht beenden.